# 簡文瑞
簡文瑞，四川承宣佈政使司榮縣人。明朝解元、政治人物。

## 生平
明神宗萬曆三十四年（1606年），中式丙午科四川鄉試第一名舉人（解元）。